# Щастие
Щастие е емоционално състояние, при което човек изпитва чувства, вариращи от задоволство и удоволствие до пълно блаженство и прекалена радост. Антиподът на щастието е нещастието. Според философа Фридрих Ницше (1844 – 1900), истинското щастие е неделимо от инстинктите, стига животът да е във възход. Когато е щастлив, човек често се смее. Разнообразието от биологични, психологични, религиозни и философски подходи се опитва да определи щастието и идентифицира източниците му. Позитивната психология е част от различните изследователски групи. При нея се прилага научния метод, за да се отговори на въпроси за това какво е „щастие“ и как то може да бъде постигнато.
Тя е от толкова фундаментално значение за човешкото състояние, че „живота, свободата и стремежа към щастие“ се считат за неотменни права в Декларацията за независимост на САЩ.
Организацията на обединените нации обявява 20 март за Международен ден на щастието като признава значението на щастието и благополучието за универсални цели.
Щастието осмисля живота ни, придава му реалност, без него всичко е привидно, без същност. Според една сентенция да си щастлив значи да си докоснат и воден от Бога. Затова щастието е свързано със смисъла на живота. През 2014 г. песента „Happy“ на американския изпълнител Фарел Уилямс става химн и вдъхнови клипове по цял свят в мрежата.

## Щастието като философска категория
Щастието е една от основните категории на етиката. Като етическа категория тя се разработва още в античната философия. Аристотел въвежда самото понятие етика, нарича щастието най-висшето благо, понеже всяко човешко поведение в крайна сметка е мотивирано от стремежа към щастие. Но едва ли има друга философска школа през Античността, която да е толкова тясно свързана с философския проблем за щастието като епикурейците. Щастието и пътищата за неговото достигане стават основна тема в тяхното учение. Макар че епикурейците са си спечелили лоша слава в историята, като проповедници на разгулен живот, главно благодарение на отношението на християнската църква към учението на Епикур, тяхното учение за блаженството всъщност описва един съвсем умерен идеал за земно щастие.

## Религиозни аспекти на щастието
Щастието е обект на религиозните доктрини. В християнството то е свързано с учението за благодатта, която представлява връзката между човека и Светия Дух. В религиозното християнско съзнание, щастието е свързано предимно със задгробният живот и с представата за Рая, който е отреден за праведниците. В източните религии представата за щастието е свързана с освобождаването от земните страсти, което се осъществява в т.нар. Нирвана. Блажено състояние на угасване на индивидуалното съзнание и вливане във всемирния дух – Брахман.
- Според някои традиционни суеверия се смята, че който намери четирилистна детелина, ще има много късмет и щастие
- Според други суеверия подковата също е символ на щастие и късмет

## „Индекс на щастието“

### Международно проучване
ООН осъществява международно проучване „Индекс на щастието“.В Скандинавските държави изграждането на общество с човешки облик се измерва с „индекс на брутно национално щастие“. Този показател има 12 измерения, сред които са психическото благополучие, здравето, удовлетвореност от живота, удовлетвореност от работата, баланс на времето, жизнен стандарт и други.

### Проучвания в България
Съпоставени с гражданите на другите страни, където се извършва оценка на индекса на щастието, в началото на 2020 г. около 20% от българите са щастливи и над 30% от тях са нещастни. Оценката на индекса на щастие се прави по задание на списание „Мениджър“ от агенция „G Consulting“ и социолога Живко Георгиев. Провежда се от 2018 г. и е единствено по рода си национално представително изследване, посветено на личното и обществено щастие в България. Използва се моделът на международното проучване от ООН.За 2021 г. се отчита спад от 3% на нещастните спрямо предходното определяне на индекса, като се установява, че очакванията за катастрофален спад на индекса, породен от икономическата и здравната криза, не се оправдават.

## Други
На щастието е наречена улица в квартал „Люлин“ в София (Карта).